# Trimline

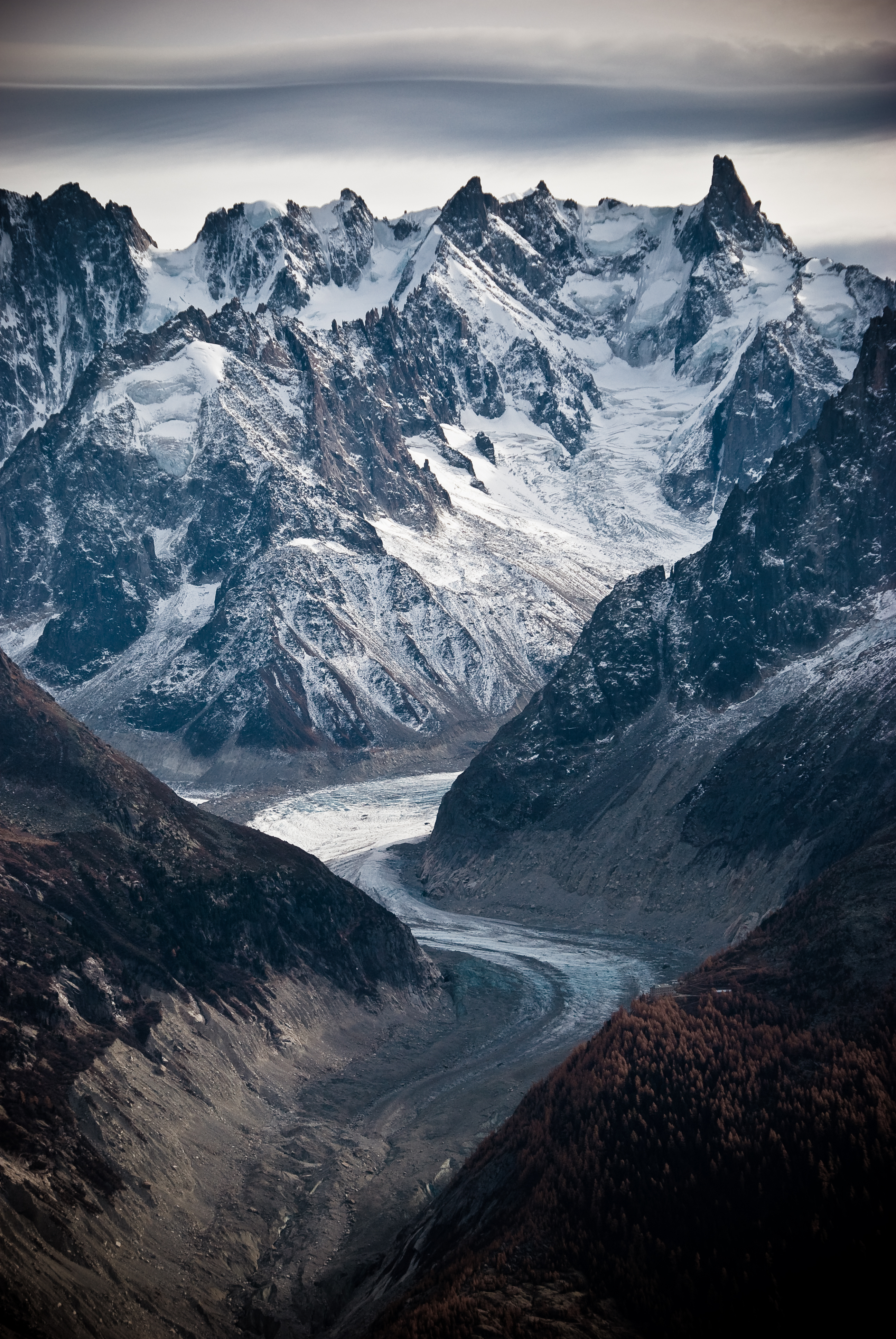
La trimline montrant la hauteur passée de la Mer de Glace.

Une trimline est une ligne nette sur les bords d'une vallée formée par un glacier. Elle marque la plus récente plus grande extension du glacier. Elle peut être visible à cause d'un changement dans la couleur de la roche ou de son érosion ou par des différences dans la végétation.
La trimline peut aussi servir à reconstituer la hauteur des glaciers lors de la dernière grande glaciation. Dans un paysage glaciaire dissymétrique, le modelé glaciaire sur le versant supraglaciaire (en haut) donne un relief d'aspect déchiqueté, en dents de scie, qui montre que les roches ont été soumises uniquement à des cycles de gel et de dégel  l'action du gel et du dégel. La zone infraglaciaire (en bas) est uniformément recouverte de roches moutonnées façonnées par le passage du glacier. La trimline délimite ces deux zones. 
Elle mesure aussi les avancées du front liée à la végétation. Dans les régions inhabitées, les variations des glaciers au cours des derniers siècles peuvent être souvent suivies grâce à la végétation.  Une zone dénudée de végétation ou bien où seule a repoussé une forêt jeune entoure le front des glaciers. 
Le terme de trimline est également utilisé pour décrire des phénomènes similaires liés à des inondations, des tsunamis ou une activité volcanique. 